# Cómbita
Cómbita är en kommun i Colombia. Den ligger i departementet Boyacá, i den centrala delen av landet, 140 km nordost om huvudstaden Bogotá. Antalet invånare är 12 981. Arean är 149 kvadratkilometer.
Terrängen i Cómbita är kuperad åt sydost, men åt nordväst är den bergig.